# Överkalix
Överkalix este un oraș în Suedia.

## Demografie
| \| Evoluția demografică a zonei urbane Överkalix, 1970–2015 \| Evoluția demografică a zonei urbane Överkalix, 1970–2015 \| Evoluția demografică a zonei urbane Överkalix, 1970–2015 \| Evoluția demografică a zonei urbane Överkalix, 1970–2015 \| Evoluția demografică a zonei urbane Överkalix, 1970–2015 \| \| --------------------------------------------------------------------------------------- \| -------------------------------------------------------- \| -------------------------------------------------------- \| -------------------------------------------------------- \| -------------------------------------------------------- \| \| An \| \| \| Locuitori \| \| \| 1970 \| 1970 \| \| 700 \| 700 \| \| 1975 \| 1975 \| \| 1.098 \| 1.098 \| \| 1980 \| 1980 \| \| 1.045 \| 1.045 \| \| 1990 \| 1990 \| \| 1.188 \| 1.188 \| \| 1995 \| 1995 \| \| 1.072 \| 1.072 \| \| 2000 \| 2000 \| \| 1.003 \| 1.003 \| \| 2005 \| 2005 \| \| 946 \| 946 \| \| 2010 \| 2010 \| \| 975 \| 975 \| \| 2015 \| 2015 \| \| 1.036 \| 1.036 \| \| Sursa: SCB - Statistika Centralbyrån, Folkmängden per tätort. Vart femte år 1960 - 2016 \| \| \| \| \| |      |  |           |       |
| Evoluția demografică a zonei urbane Överkalix, 1970–2015 |      |  |           |       |
| An |      |  | Locuitori |       |
| 1970 | 1970 |  | 700       | 700   |
| 1975 | 1975 |  | 1.098     | 1.098 |
| 1980 | 1980 |  | 1.045     | 1.045 |
| 1990 | 1990 |  | 1.188     | 1.188 |
| 1995 | 1995 |  | 1.072     | 1.072 |
| 2000 | 2000 |  | 1.003     | 1.003 |
| 2005 | 2005 |  | 946       | 946   |
| 2010 | 2010 |  | 975       | 975   |
| 2015 | 2015 |  | 1.036     | 1.036 |
| Sursa: SCB - Statistika Centralbyrån, Folkmängden per tätort. Vart femte år 1960 - 2016 |      |  |           |       |